# Dengeki Hime
Dengeki Hime (電撃姫?) es una revista japonesa publicada mensualmente por ASCII Media Works (antes MediaWorks) publicando información en su mayoría sobre las novelas visuales para adultos. La revista comenzó como una edición especial del ahora suspendido Dengeki Oh en 1997, y en 2001 se convirtió en su propia entidad. Originalmente, trataba información sobre los niños a los que les encantan las series, pero con el tiempo pasó a novelas visuales para adultos cuando Dengeki Girl's Style comenzó a alojar el contenido anterior. Su hermana es la revista Dengeki G's Magazine, que pública información similar acerca de novelas visuales. A partir de la edición de abril de 2007, el título de la revista es escrito en todas las capitales.

## Proyectos de participación de los lectores
- Maid in Dream (se publicó entre el volumen 7 y diciembre de 2003
- Ocha Para Ocha no Mizu Onago Gakuen (se publicó entre abril de 2001 y mayo de 2005)
- Master of Witches: Gekidō!! Mahō Gakuen (se publicó entre junio de 2004 y agosto de 2005)
- G Baku-chan (se publicó entre octubre de 2004 y julio de 2006
- Colorfull Education, (inició su publicación en diciembre de 2005)
- Kimi ni Okuru Boku no Uta, (inició su publicación en diciembre de 2005)